# Ebersbach (Wern)
Der Ebersbach ist ein knapp 2 Kilometer langer Bach im unterfränkischen Schweinfurter Becken und ein linker Zufluss der Wern, der im  bayerischen Landkreis Schweinfurt verläuft.

## Geographie

### Verlauf

#### Quellgebiet
Der Ebersbach entspringt in der Gemarkung des zu Poppenhausen gehörenden Gemeindeteils Maibach auf einer Höhe von 274 m ü. NHN am Westfuße des 292 m ü. NHN hohen Werner Bergs, auf dessen Gipfel ein Bildstock mit würfeligem Sockel und Säule sowie ein Bildaufsatz mit Reliefs der hl. Anna selbdritt und der Pietà steht. Seine ganzjährig wasserführende Quelle liegt in Ackerland, gut 200 Meter nördlich der Gemeindegrenze von Niederwerrn zu Poppenhausen.
Etwa 1,1 Kilometer im Süden der Quelle liegt das zu Niederwerrn gehörende Kirchdorf Oberwerrn und 1,6 Kilometer im Westen das zu Poppenhausen gehörende  Pfarrdorf Kronungen und etwa 1,0 Kilometer im Norden das Pfarrdorf Maibach.
Die Talfüllung besteht aus pleistozänen bis holozänen Lehmen und Sanden mit fast ausschließlich Kolluvisolböden, und die höheren Lagen werden von pleistozänen Löß oder Lößlehm mit feinsandigen und karbonatischen oder tonigen, feinsandigen und karbonatfreien Schluff geprägt, über die sich überwiegend Parabraunerde abgelagert hat.

#### Weiterer Verlauf
Der stark begradigte Ebersbach fließt zunächst in westlicher Richtung in der Flur In Seelein durch intensiv landwirtschaftlich genutzte Flächen. Nach gut 200 Metern unterquert er einen Feldweg, läuft dann an der Gemarkungsgrenze von Maibach zu Kronungen entlang und wird ab da auf seiner rechten Seite von einem Feldweg begleitet. Etwa 450 Meter bachabwärts verlässt er die Grenze und fließt, begleitet von einem etwas breiteren Wirtschaftsweg, nunmehr in der Gemarkung Kronungen westnordwestwärts durch Ackerland. Etwas später wird er auf seiner rechten Seite von seinem einzigen Zufluss gespeist, einem namenlosen, nur unbeständig wasserführenden und etwa 0,4 Kilometer langen Feldgraben. Kurz danach verschwindet der Ebersbach verdolt in den Untergrund, unterfließt die A 71 und taucht nach rund 100 Metern wieder an der Oberfläche auf.
Dort steht rechts auf der anderen Seite des Wirtschaftswegs, auf dem jetzt ein Radwanderweg entlangführt, ein sandsteineres, auf einem Sockel errichtetes Kruzifix.
Rechts und links des Baches wachsen Hecken, überwiegend aus Schlehen, Weißdorn und Rosen und außerdem noch alte Obstbäume, und in der Krautschicht gedeiht vor allem das Ruprechtskraut, die Große Brennnessel, die Waldengelwurz und die Kohldistel. Etwa 80 Meter südlich erstrecken sich die Überreste einer Siedlung aus vor- und frühgeschichtlicher Zeitstellung, und etwas westlich der ehemaligen Siedlung liegt ein vorgeschichtlicher Bestattungsplatz mit Grabhügeln. Der Ebersbach fließt dann durch Felder und Wiesen am auf seiner linken Seite liegenden Heishügel entlang und unterquert dabei den Radweg. Nördlich davon liegt als einzige Waldfläche im Einzugsgebiet das Waldgewann Hartholz, das vor allem mit Eichen und Hainbuchen sowie mit beigemischtem Bergahorn und weitgehend auf die Ränder des Waldes beschränktem Feldahorn bewachsen ist. In seiner Strauchschicht entfalten sich der Holunder, der Weißdorn und vereinzelt die Haselnuss.
Inmitten des Waldes liegen die Reste eines Bestattungsplatzes mit Grabhügeln der Hallstattzeit.

#### Mündung
Der Ebersbach betritt nun die Flussaue der Wern, deren Auengrund mit quartären Sanden und Kiesen gefüllt ist, welche teilweise unter Flusslehm oder Flussmergel verborgen liegen und fast ausschließlich von Gley und Gley-Braunerde bedeckt sind, unterquert noch die B 19 und mündet schließlich aus dem Osten kommend auf einer Höhe von 240 m ü. NHN direkt gegenüber der Backenmühle von links in die aus dem Nordnordwesten heranziehende Wern. Gut 200 Meter oberhalb münden bei der Weidenmühle auf der gleichen Seite der Maibach und kurz danach auf der anderen Seite der Leuselbach in die Wern.
Der ungefähr 1,7 Kilometer lange Lauf des Ebersbachs endet etwa 34 Höhenmeter unterhalb seiner Quelle, er hat somit ein mittleres Sohlgefälle von circa 20 ‰.

### Einzugsgebiet
Das Einzugsgebiet des Ebersbachs liegt im Schweinfurter Becken und wird durch ihn über die Wern, den Main und den Rhein zur Nordsee entwässert.
Es grenzt
- im Norden und Nordosten Osten an das Einzugsgebiet des Maibachs, der in die Wern mündet;
- im Südosten an das des Leitergrabens[17], der über den Bartelsgraben in Wern entwässert;
- im Süden an das des Gänsbrunngrabens[17], der in die Wern mündet und
- ansonsten an das Einzugsgebiet der Wern direkt.

Fast im gesamten Einzugsgebiet dominieren landschaftliche Nutzflächen, nur ein Bereich nördlich des Unterlaufs ist bewaldet und die höchste Erhebung ist ein namenloser Hügel mit einer Höhe von 295 m ü. NHN im Nordosten des Einzugsgebiets.

### Flusssystem Wern
- Fließgewässer im Flusssystem Wern